# Rüdiger Abramczik
Rüdiger Abramczik (Gelsenkirchen-Erle, 1956. február 18. –) nyugatnémet válogatott német labdarúgó, csatár, edző.

## Pályafutása

### Klubcsapatban
1964-ben az SV Erle 08 csapatában kezdte a labdarúgást, majd 1966-tól a Schalke 04 korosztályos csapataiban folytatta. 1973-ban mutatkozott be a Bundesligában a Schalke első csapatában. A gelsenkircheni csapatban 1980-ig szerepelt, ahol egy bajnoki ezüstérmet szerzett a csapattal az 1976–77-es idényben. 1980 és 1983 között a Borussia Dortmund, 1983–84-ben az 1. FC Nürnberg labdarúgója volt. Az 1984–85-ös idényben a török Galatasaray játékosa volt és tagja volt a török kupa-győztes együttesnek. 1985-ben hazatért és a Rot-Weiß Oberhausen csapatában szerepelt. Az 1987–88-as idényben visszatért a Schalke 04-hez, ahol csupán négy bajnoki mérkőzésen jutott szóhoz. 1988–89-ben a Wormatia Worms, 1989 és 1991 között az FC Gütersloh labdarúgója volt. 1991-ben vonult vissza az aktív labdarúgástól.

### A válogatottban
1976 és 1981 között háromszor szerepelt a nyugatnémet B-válogatottban. 1977 és 1979 között 19 alkalommal lépett pályára a nyugatnémet válogatottban és két gólt szerzett. Részt vett az 1978-as argentínai világbajnokságon.

### Edzőként
1992–93-ban az 1. FC Saarbrücken edzője volt. 1999–2000-ben a török Antalyaspor, majd 2001-ben a bolgár Levszki Szofija vezetőedzője volt. 2002–03-ban az osztrák FC Kärnten szakmai munkáját irányította. 2005–06-ban az amatőr HSG Mülheim-Kärlich csapatánál tevékenykedett. 2008 augusztusától 2010 decemberéig a lett Liepājas Metalurgs vezetőedzője volt. A csapattal 2009-ben lett bajnokságot nyert.

## Sikerei, díjai

### Játékosként
Schalke 04
- Nyugatnémet bajnokság (Bundesliga)
  - 2.: 1976–77

 Galatasaray SK
- Török kupa (Türkiye Kupasi)
  - győztes: 1985

### Edzőként
FK Liepājas Metalurgs
- Lett bajnokság (Virslīga)
  - bajnok: 2009